# Вільям де ля Мар
Вільям де ля Мар (англ. William de La Mare, фр. Guillelmus de la Marre; період найбільшої активності — 1272—1279 рр., помер у 1290 р.) — англійський францисканський богослов та філософ, прихильник традиційної неоплатонічно-августинської школи християнської філософії, провідний критик системи мислення Арістотеля, автор гострого полемічного твору проти Томи Аквінського: Correctorium fratris Thomae (1284, раніша назва твору — Doctor correctivus).

## Біографія
Про походження та ранні роки життя відомо дуже мало. У 1260-х рр. він вже був членом громади Францисканців в Лінкольні та склав власний коментар Бонавентури. Великий вплив на його інтелектуальний розвиток мали твори його старших сучасників: Джона Пекгема, Вальтера фон Брюгге, Роджера Бекона, домініканця П'єра де Тарантез (який пізніше став Папою Іннокентієм V. У ранніх працях де ля Мара критика Томи Аквінського є доволі слабкою, а критика Арістотеля і Аверроеса навіть не з'являється.
У 1275 році він здобув ступінь магістра богослов'я (Master Regent) у Паризькому університеті, де згодом почав викладати. Тут він став прибічником Августинської школи й потрапив під вплив відомого італійського францисканця Бонавентури, а також Роджера Бекона.

## Праці
У час свого перебування у Парижі де ля Мар написав свій Commentarium super libros sententiarum (Коментар до Книги сентенцій — себто до систематизованої збірки богослов'я Петра Ломбардського з XII ст.), а також власний твір Disputationes de quolibet, в якому, відповідно до своєї августинської інтелектуальної позиції, розмірковував над процесом пізнання. Він вважав пізнання функцією вродженої сили людського духа, даної ом в час творіння. Згідно з ним, внутрішнє бажання людини з'єднатися з Богом та внутрішнє просвітлення душі (ілюмінаціонізм), через яке пізнаються вічні ідеї, становлять сутність людської психології.
Наприкінці 1270-х Вільям повернувся в Англію, де написав свою основну критичну працю Correctorium fratris Thomae («Виправлення брата Томи», 1278), яку можна вважати маніфестом францисканської неоавгустинської школи. Впровадження системи Арістотеля у богослов'я, провідним адвокатом якої був Тома Аквінський, викликало гостру реакцію серед традиційних неоплатонічних мислителів, які домінували у Західному мислення ще від часів св. Августина. Щоб забезпечити студентів посібником, який допоміг би контролювати ці нові ідеї, Вільям вибрав 118 статей з творів Томи Аквінського, здебільшого з видатної Summa theologiae (Сума теології), та позначив ті місця, де вплив Арістотеля привів до виникнення понять чи інтерпретацій, які суперечили ортодоксальним формулам.
Correctorium Вільяма був визнаний канонічним Орденом Францисканців у 1282 р., коли Генеральний міністр Бонаграція заборонив вивчати Summa theologiae Томи Аквінського, за винятком тих дослідників, які вживали критичний стандарт Вільямової праці. У відповідь на це, домініканські послідовники Томи, а саме француз Йоанн Паризький та англійці Річард Клапвель та Томас Саттон, опублікували Correctoria corruptorii fratris Thomae («Виправлення ушкоджень брата Томи»), розпочавши богословський диспут. Томісти наголошували, що де ля Мар не спромігся правильно зрозуміти ні Тому Аквінського, ні Арістотеля. Історики філософії також вважають, що Вільям не зумів проаналізувати основні питання, які призвели до конфлікту між томістичними арістотеліанцями та неоплатоністами, а саме різницю між сутністю та існуванням, часом та вічністю, чи матерією та духом.
Чи не важливішим внеском Вільяма де ля Мара була його праця у сфері біблійних студій, які він здійснив під впливом Роджера Бекона. Його текст Correctio textus bibliae («Виправлення тексту Біблії») та De Hebraeis et Graecis vocabulis glossarum bibliae («Про гебрейські та грецькі терміни в біблійних анотаціях») вважаються серед найбільш вчених досліджень середньовіччя. Хоча його критику Томи та Арістотеля доволі швидко забули, його критичні праці про Біблію залишалися впливовими і допомогли сформувати перспективу таких мислителів як Дунс Скот та Петро Іоанн Оліві.